# شعبية النقاط الخمس
شعبية النقاط الخمس إحدى شعبيات ليبيا وسميت بذلك نسبةً إلى خطابٍ للعقيد معمر القذافي، الذي ألقاه من مدينة زوارة وحدد من خلاله خمس نقاط لتسيير البلاد منذ العام 1973 وحتى 2011.

## أهم المدن
- زوارة (المركز الإداري)
- العجيلات
- الجميل
- العسه
- رقدالين
- زلطن

## أهم المناطق داخل المحافظة
- صبراتة.
- العلالقة
- سيدى معروف
- دحمان
- الطويلة
- زلطن.
- العسة
- الجميل.
- المنشية
- رقدالين.
- زوارة
- العجيلات.
- الجديدة بالعجيلات
- الجميل الجديدة
- أبوكماش
- رأس جدير